# ZX Spectrum
ZX Spectrum je bil prvi uporabni in širšim množicam dostopni računalnik. Izdal ga je sir Clive Sinclair iz Sinclair Researcha v Združenem kraljestvu leta 1982.
Mnogi bodoči programerji so začeli s programiranjem na "mavrici". Uspeh Spectruma so zagotovili zelo sprejemljiva cena, vgrajen Sinclair BASIC (na razpolago so bili tudi pascal, forth, ...) ter množica igric, ki so bile prvič na voljo tudi povprečnim uporabnikom.
Za nostalgike se najde tudi množica emulatorjev Spectruma za PCje, vključno z njegovimi najbolj znanimi igrami in programi.